# Mi camino es amarte
Mi camino es amarte er en mexicansk tv-serie fra 2022. Hovedrollerne spilles af henholdsvis Susana González (Daniela Gallardo), Gabriel Soto (Guillermo "Memo" Santos Pérez), Mark Tacher (Fausto Beltrán) og Ximena Herrera (Karen Zambrano).